# Okres Ózd
Okres Ózd (maďarsky Ózdi járás) je okres v severovýchodním Maďarsku v župě Borsod-Abaúj-Zemplén. Jeho správním centrem je město Ózd. Rozloha okresu je 385,57 km². V lednu 2012 zde žilo 52 732 obyvatel.

## Sídla
V okresu jsou dvě města - Ózd a Borsodnádasd a dalších 15 vesnic.
|    | Jméno             | Druh obce  | Obyvatel | Rozloha v km2 |
| -- | ----------------- | ---------- | -------- | ------------- |
| 1  | Ózd               | okr. město | 33 750   | 91,65         |
| 2  | Borsodnádasd      | město      | 3 007    | 28,08         |
| 3  | Arló              | městys     | 3 686    | 46,87         |
| 4  | Borsodbóta        | vesnice    | 857      | 8,13          |
| 5  | Borsodszentgyörgy | vesnice    | 1 135    | 21,52         |
| 6  | Bükkmogyorósd     | vesnice    | 119      | 9,90          |
| 7  | Csernely          | vesnice    | 806      | 20,62         |
| 8  | Csokvaomány       | vesnice    | 843      | 15,00         |
| 9  | Domaháza          | vesnice    | 816      | 28,83         |
| 10 | Farkaslyuk        | vesnice    | 1 759    | 5,64          |
| 11 | Hangony           | vesnice    | 1 480    | 39,14         |
| 12 | Járdánháza        | vesnice    | 1 792    | 11,24         |
| 13 | Kissikátor        | vesnice    | 312      | 10,37         |
| 14 | Lénárddaróc       | vesnice    | 289      | 5,16          |
| 15 | Nekézseny         | vesnice    | 735      | 14,10         |
| 16 | Sáta              | vesnice    | 1 037    | 16,51         |
| 17 | Uppony            | vesnice    | 309      | 12,81         |